# Handball-Bundesliga (Frauen) 1977/78
Die Saison 1977/78 der Frauen-Handball-Bundesliga ist die dritte in ihrer Geschichte. 18 Mannschaften spielten in zwei Staffeln um die deutsche Meisterschaft. Meister wurde TuS Eintracht Minden. Den DHB-Pokal gewann ebenfalls TuS Eintracht Minden.

## Staffel Nord

### Abschlusstabelle
|   | Verein                   | Sp | Tore    | Diff. | Punkte |
| - | ------------------------ | -- | ------- | ----- | ------ |
| 1 | Bayer Leverkusen         | 16 | 279:172 | +107  | 29:30  |
| 2 | TuS Eintracht Minden (P) | 16 | 256:198 | +58   | 25:70  |
| 3 | UTG Witten               | 16 | 193:169 | +24   | 17:15  |
| 4 | SC Union 03 Hamburg      | 16 | 181:199 | −18   | 17:15  |
| 5 | Holstein Kiel            | 16 | 198:200 | −2    | 13:19  |
| 6 | SC Greven 09 (N)         | 16 | 181:217 | −36   | 13:19  |
| 7 | OSC Berlin               | 16 | 189:206 | −17   | 10:22  |
| 8 | Pulheimer SC             | 16 | 160:209 | −49   | 10:22  |
| 9 | Werder Bremen (N)        | 16 | 157:226 | −69   | 10:22  |

Absteiger in die Regionalligen: Werder Bremen.

Aufsteiger aus den Regionalligen: SC Germania List und OSC 04 Rheinhausen.

Änderung: Die Staffel wird auf 10 Vereine aufgestockt.

## Staffel Süd

### Abschlusstabelle
|   | Verein                   | Sp | Tore    | Diff. | Punkte |
| - | ------------------------ | -- | ------- | ----- | ------ |
| 1 | TSV GutsMuths Berlin (M) | 16 | 332:190 | +142  | 32:00  |
| 2 | TSV Rot-Weiß Auerbach    | 16 | 201:169 | +32   | 23:90  |
| 3 | PSV Grünweiß Frankfurt   | 16 | 188:179 | +9    | 19:13  |
| 4 | FC Bayern München        | 16 | 170:175 | −5    | 14:18  |
| 5 | VfR Mannheim             | 16 | 185:212 | −27   | 12:20  |
| 6 | DJK Würzburg             | 16 | 199:234 | −35   | 12:20  |
| 7 | SG 09 Kirchhof (N)       | 16 | 195:242 | −47   | 12:20  |
| 8 | TSG Weinheim (N)         | 16 | 177:196 | −19   | 10:22  |
| 9 | Südwest Ludwigshafen     | 16 | 164:213 | −49   | 10:22  |

Entscheidungsspiel um Klassenverbleib: TSG Weinheim – Südwest Ludwigshafen 10:8.

Absteiger in die Regionalligen: Südwest Ludwigshafen.

Aufsteiger aus den Regionalligen: VfB Gießen und VfL Waiblingen.

Änderung: Die Staffel wird auf 10 Vereine aufgestockt.

## Endrunde um die deutsche Meisterschaft

### Halbfinale
TuS Eintracht Minden – TSV GutsMuths Berlin 17:13, 15:13

TSV Rot-Weiß Auerbach – Bayer Leverkusen 14:12, 10:17

### Finale
TuS Eintracht Minden – Bayer Leverkusen 17:15

## Entscheidungen
|     | Deutscher Meister                     |
|     | Absteiger in die Regionalliga         |
| (M) | Meister der letzten Saison            |
| (P) | Pokalsieger der letzten Saison        |
| (N) | Neuling/Aufsteiger der letzten Saison |